# Amancy
Amancy est une commune française située dans le département de la Haute-Savoie, en région Auvergne-Rhône-Alpes.

## Géographie
1. Carte dynamique
2. Carte Openstreetmap
3. Carte topographique
4. Carte avec les communes environnantes

Amancy est une commune située dans la vallée de l'Arve, juste au-dessous de la ville de La Roche-sur-Foron.

## Urbanisme

### Typologie
Au 1er janvier 2024, Amancy est catégorisée ceinture urbaine, selon la nouvelle grille communale de densité à sept niveaux définie par l'Insee en 2022.
Elle appartient à l'unité urbaine de Cluses, une agglomération intra-départementale regroupant 18  communes, dont elle est une commune de la banlieue,,. Par ailleurs la commune fait partie de l'aire d'attraction de Genève - Annemasse (partie française), dont elle est une commune de la couronne,. Cette aire, qui regroupe 158 communes, est catégorisée dans les aires de 700 000 habitants ou plus (hors Paris),.

### Occupation des sols
L'occupation des sols de la commune, telle qu'elle ressort de la base de données européenne d’occupation biophysique des sols Corine Land Cover (CLC), est marquée par l'importance des territoires agricoles (67,8 % en 2018), en diminution par rapport à 1990 (69,7 %). La répartition détaillée en 2018 est la suivante : 
prairies (60,2 %), zones urbanisées (18,7 %), forêts (13,6 %), zones agricoles hétérogènes (7,3 %), terres arables (0,3 %).
L'IGN met par ailleurs à disposition un outil en ligne permettant de comparer l’évolution dans le temps de l’occupation des sols de la commune (ou de territoires à des échelles différentes). Plusieurs époques sont accessibles sous forme de cartes ou photos aériennes : la carte de Cassini (XVIIIe siècle), la carte d'état-major (1820-1866) et la période actuelle (1950 à aujourd'hui).

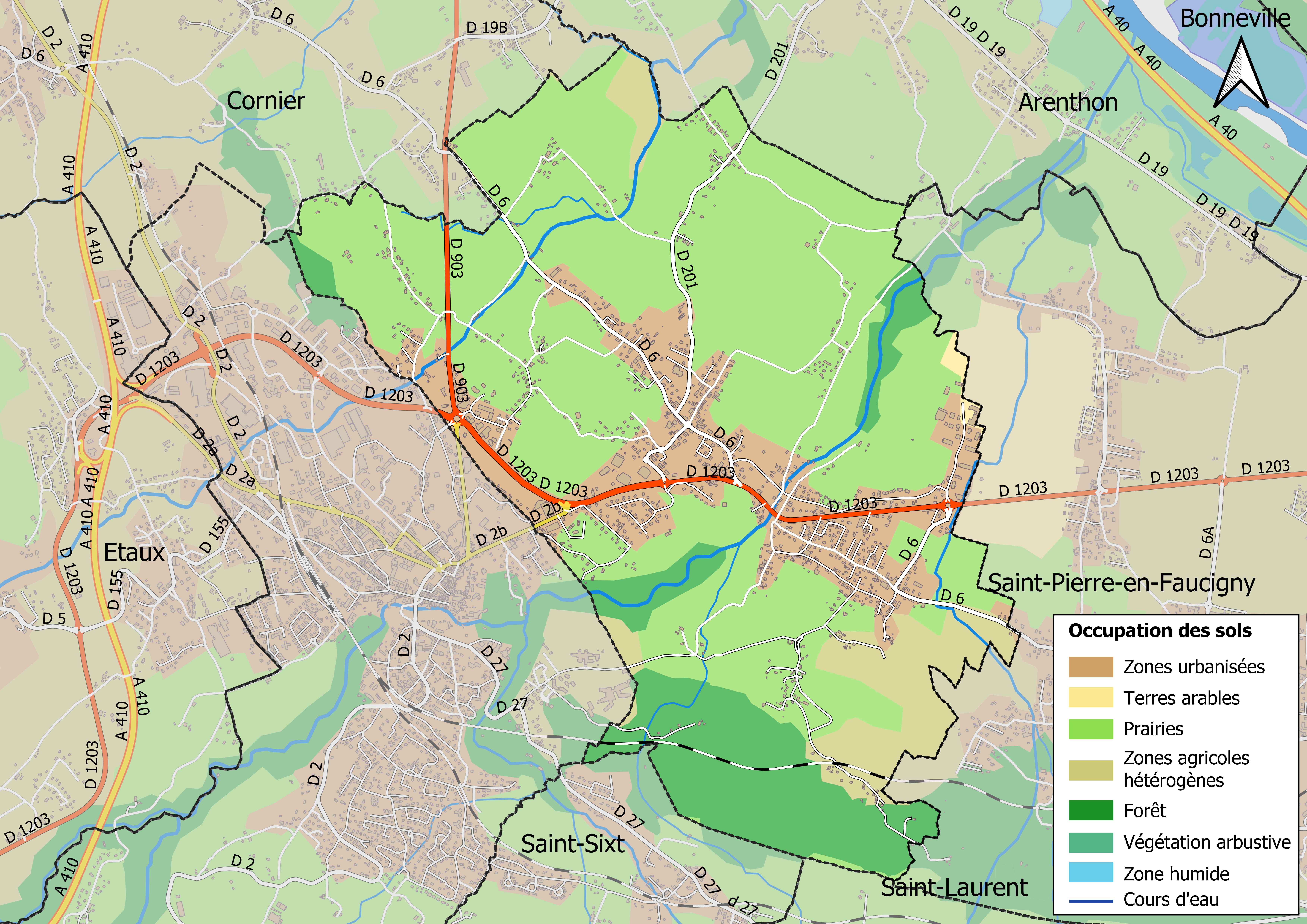
Carte des infrastructures et de l'occupation des sols en 2018 (CLC) de la commune.
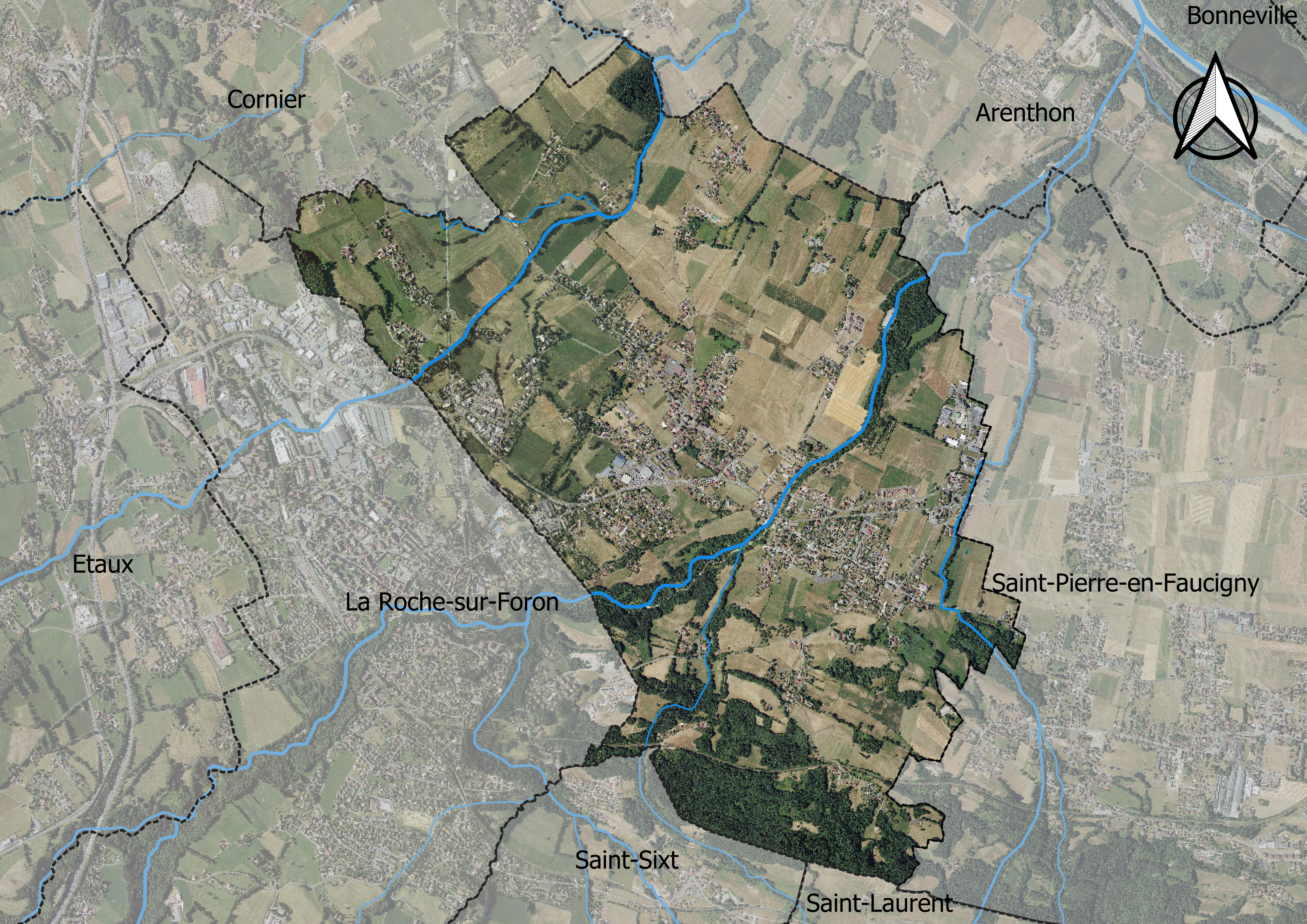
Carte orthophotogrammétrique de la commune.

## Toponymie
Amancy est une ville datant de l'époque gallo-romaine appelée Amanticus.
En francoprovençal, le nom de la commune s'écrit Amanfi (graphie de Conflans) ou Amanci (ORB).

## Histoire
On suppose qu'une guerre (César contre les Gaulois/Celtes allobroges) aurait eu lieu à Amanticus[réf. souhaitée]. César aurait vaincu.
Lors des débats sur l'avenir du duché de Savoie, en 1860, la population est sensible à l'idée d'une union de la partie nord du duché à la Suisse. Une pétition circule dans cette partie du pays (Chablais, Faucigny, Nord du Genevois) et réunit plus de 13 600 signatures, dont 76 dans le village,. Le duché est réuni à la suite d'un plébiscite organisé les 22 et 23 avril 1860 où 99,8 % des Savoyards répondent « oui » à la question « La Savoie veut-elle être réunie à la France ? ».

## Politique et administration

### Liste des maires

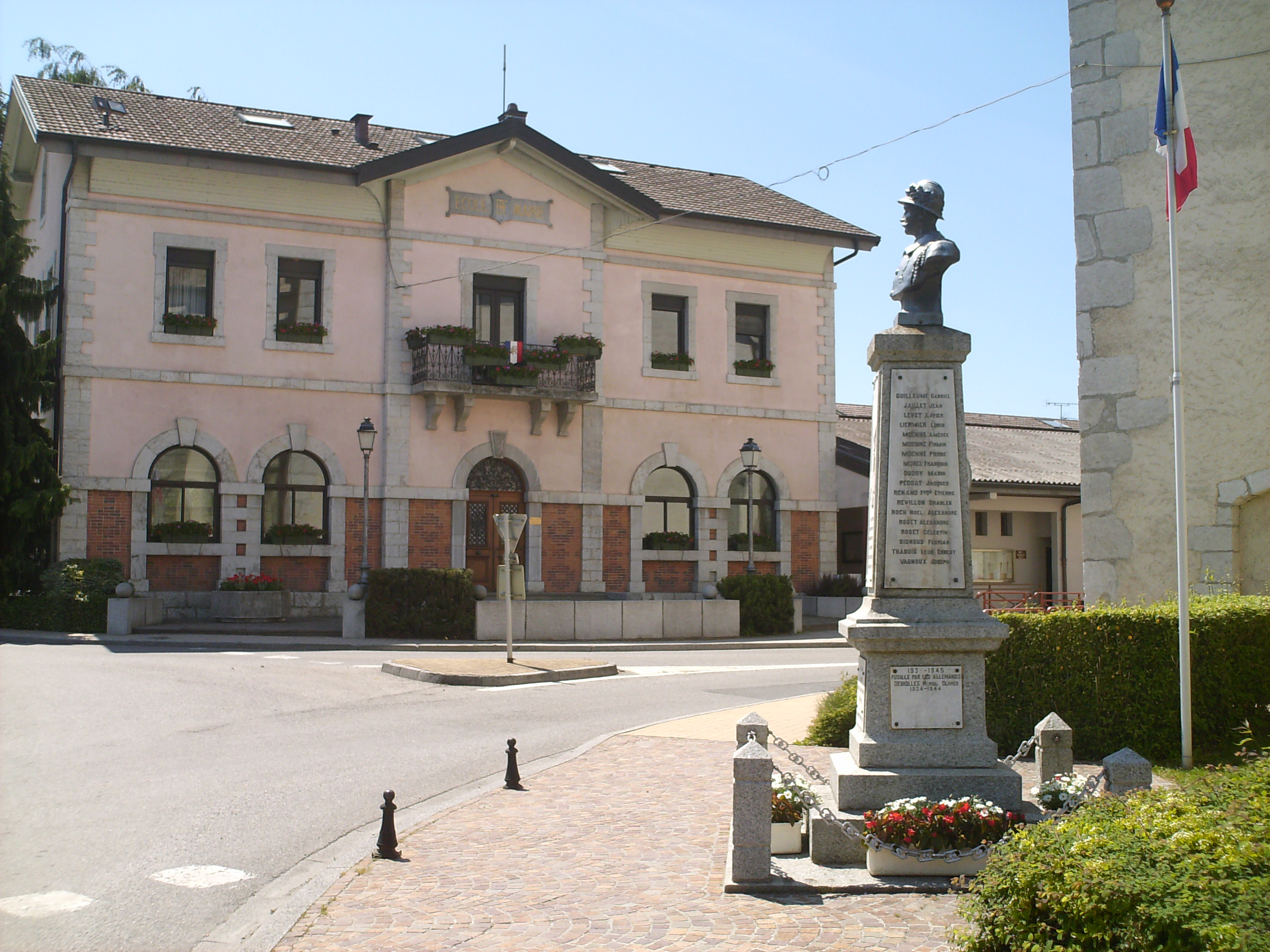
La mairie d'Amancy et le monument aux morts.

| Période                                  | Période                   | Identité                 | Étiquette | Qualité                                                                               |
| ---------------------------------------- | ------------------------- | ------------------------ | --------- | ------------------------------------------------------------------------------------- |
| juin 1995                                | mars 2014                 | Claude Monet (1941-2018) | SE        | Retraité Président de la CC du Pays Rochois (2001 → 2008)                             |
| mars 2014                                | mai 2020                  | Patrick Rosnoblet        | SE-DVD    | Artisan plombier 4e vice-président de la CC du Pays Rochois (2014 → 2020)             |
| mai 2020                                 | En cours (au 26 mai 2020) | Dominique Doldo          | SE        | Retraité, ancien premier adjoint 5e vice-président de la CC du Pays Rochois (2020 → ) |
| Les données manquantes sont à compléter. |                           |                          |           |                                                                                       |

## Population et société
Ses habitants sont appelés les Amanciens.

### Démographie
L'évolution du nombre d'habitants est connue à travers les recensements de la population effectués dans la commune depuis 1793. Pour les communes de moins de 10 000 habitants, une enquête de recensement portant sur toute la population est réalisée tous les cinq ans, les populations de référence des années intermédiaires étant quant à elles estimées par interpolation ou extrapolation. Pour la commune, le premier recensement exhaustif entrant dans le cadre du nouveau dispositif a été réalisé en 2007.

En 2022, la commune comptait 2 786 habitants, en évolution de +8,03 % par rapport à 2016 (Haute-Savoie : +6,01 %, France hors Mayotte : +2,11 %).
| 1793 | 1800 | 1806 | 1822 | 1838 | 1848 | 1858 | 1861 | 1866 |
| ---- | ---- | ---- | ---- | ---- | ---- | ---- | ---- | ---- |
| 544  | 573  | 582  | 644  | 800  | 827  | 811  | 780  | 788  |

| 1872 | 1876 | 1881 | 1886 | 1891 | 1896 | 1901 | 1906 | 1911 |
| ---- | ---- | ---- | ---- | ---- | ---- | ---- | ---- | ---- |
| 854  | 888  | 878  | 853  | 817  | 816  | 803  | 795  | 768  |

| 1921 | 1926 | 1931 | 1936 | 1946 | 1954 | 1962 | 1968  | 1975  |
| ---- | ---- | ---- | ---- | ---- | ---- | ---- | ----- | ----- |
| 737  | 739  | 750  | 738  | 757  | 775  | 865  | 1 068 | 1 131 |

| 1982  | 1990  | 1999  | 2006  | 2007  | 2012  | 2017  | 2022  | - |
| ----- | ----- | ----- | ----- | ----- | ----- | ----- | ----- | - |
| 1 403 | 1 640 | 1 756 | 1 872 | 1 889 | 2 253 | 2 665 | 2 786 | - |

### Enseignement
La commune d'Amancy est située dans l'académie de Grenoble. En 2015, elle administre une école maternelle « Les 3 lutins » (149 enfants) et l'école élémentaire qui compte 166 élèves.

## Culture locale et patrimoine

### Lieux et monuments
- Église Saint-Christophe d'Amancy.

### Héraldique
| Armes d'Amancy | Les armes d'Amancy se blasonnent ainsi : De gueules à trois pals coupés d'or et d'azur. Blason de la famille d'Amancy (ou d'Amancier), seigneurs d'Amancy, Barbania, Rivarolo et Bosconero, Rocca di Corio et de Rumilly (1452). La famille est éteinte depuis le XVIIe siècle. |